# Четырёхусая линофрина
Четырёхусая линофрина (лат. Linophryne algibarbata) — вид морских лучепёрых рыб из семейства линофриновых (Linophrynidae).

## Описание
Голова этой рыбы сильно вытянута, лоб плоский. Над глазами находятся выросты вроде рогов, а на жаберных крышках расположены шипы. Вырост на подбородке разветвляется почти у самого основания на четыре толстых нити, Каждая нить несёт маленькие ветвистые боковые придатки, из-за чего нити отдалённо напоминают корни. Иллиций состоит из двух суставов: первый из них короткий, а второй — длинный. Эска имеет круглую форму. Грудные плавники округлые с ровным краем, что не характерно для подотряда цератиевидных, к которому принадлежит вид.